# Liste der Naturdenkmäler in Augustdorf
Die Liste der Naturdenkmäler in Augustdorf führt die Naturdenkmäler der ostwestfälischen Gemeinde Augustdorf im Kreis Lippe in Nordrhein-Westfalen (Stand: 2004) auf. 
| Nr.   | Bezeichnung                                                   | Lage  | Bild |
| ----- | ------------------------------------------------------------- | ----- | ---- |
| 2.3-4 | 1 Bergahorn am Lönsweg südlich vom Bielsteinsender            | Karte |      |
| 2.3-5 | 1 Linde auf dem ehemaligen Hofgrundstück an der Waldstraße 33 | Karte |      |
| 2.3-6 | 1 Eichengruppe westlich der Straße "Zuschlag"                 | Karte |      |